# Écréhous
Écréhous (tiếng Jèrriais: Êcrého) là một nhóm đảo và đá cách 6 dặm (9,6 km) về phía Đông Bắc Jersey, và cách Pháp 8 dặm (12,8 km). Đây là một phần lãnh thổ, tạo thành Địa hạt Jersey, một Lãnh địa vương quyền của Vương quốc Anh. Nhóm đảo đá này không có người ở và được xếp vào Giáo xứ St. Martin.